# Птичка на проводе
«Птичка на проводе» (англ. Bird on a Wire) — приключенческий кинофильм с Мелом Гибсоном и Голди Хоун в главных ролях, снятый на киностудии Universal Pictures режиссёром Джоном Бэдэмом по сценарию Луиса Веноста и Дэвида Зельцера в 1990 году. Фильм снимался сразу в двух странах: США и Канаде. Название фильма заимствовано из одноимённой песни Леонарда Коэна.

## Сюжет
Успешный адвокат Мэрриен Грэйвс на одной из своих командировок в штат Висконсин на станции автосервиса случайно натыкается на парня, очень похожего на её бывшего жениха Рика Джармина, который за 15 лет до этого вместе со своим другом отправился на частном самолёте в деловую поездку в Мексику и не вернулся оттуда. Его объявили погибшим, а вместо свадьбы, Мэрриен оплакивала Рика на его импровизированных похоронах. 
Она пытается выяснить, кто этот парень, но он ведёт себя так, как будто впервые её видит. Причиной этому является его криминальное прошлое, а именно: 15 лет назад Рик и его друг связались с наркоторговцами, которые были агентами ФБР — Соренсоном и Диггсом. Они и заставили молодых парней перевозить контрабандой наркотики на их самолёте из Мексики в США. Отказ это сделать стоил жизни другу Рика.
Сам Рик оказался свидетелем по делу Соренсона и Диггса и дал показания против них. Соренсон получил длительный срок, а Джармин попал в «программу защиты свидетелей». Опасаясь мести продажных агентов ФБР, Рик вынужден скрываться на протяжении прошедших 15 лет под чужими именами, часто менять место жительства и работать то автомехаником, то фермером, то парикмахером или уборщиком в зоопарке. Неудивительно, что он вынужден скрывать свою легенду и от Мэрриен.
Мэрриен не сдаётся в намерении установить истину и поздно вечером подкрадывается к зданию автосервиса, чтобы выяснить, кто же тот парень на самом деле. Неожиданно, она становится свидетелем покушения на Рика и спасает его от смерти, которую ему уготовили мстители. Спасаясь от преследования, пара попадает из одной переделки в другую и проезжает по всем бывшим местам работ Рика, чтобы найти убежище и определиться, что делать дальше. Эта погоня сплачивает их, они дают ход своим старым чувствам и оба для себя выясняют, что по-прежнему любят друг друга и хотят быть вместе.
Однако, сбыться этим планам мешают давние знакомые Рика, которые жаждут отомстить «стукачу» и начинают настоящую охоту на Джармина. К удивлению влюблённых, их преследуют буквально по пятам. Оказывается, это новый куратор Рика сдаёт их актуальные позиции и местонахождения «грязным» копам. В конце концов, те настигают их в том зоопарке, где когда-то работал беглец Рик. Там, он и его невеста вступают в финальное противоборство с преступниками и выходят победителями.

## В ролях
- Мел Гибсон — Рик Джармин
- Голди Хоун — Мэрриэн Грэйвс
- Джоан Северанс — Рэйчел Варни
- Дэвид Кэррадайн — Юджин Соренсон
- Билл Дьюк — Альберт Диггс
- Джефф Кори — Лу Бейрд
- Стивен Тоболовски — Джо Уэйбурн
- Джон Пайпер-Фергюсон — Джейми
- Гарри Сизар — Марвин
- Алекс Брухански — Рон
- Клайд Кусацу — м-р Такаваки
- Кевин МакНалти — Брэд

## Создатели фильма
- Режиссёр: Джон Бэдэм
- Продюсер: Фитч Кэди
- Продюсер: Роб Коэн
- Оператор: Роберт Праймз
- Сценарист: Луис Веноста
- Сценарист: Эрик Лернер
- Сценарист: Дэвид Зельцер
- Монтажер: Фрэнк Моррис
- Монтажер: Даллас Пуэрто
- Композитор: Ханс Циммер